# Karolina Amálie Augustenburská
Karolina Amálie Šlesvicko-Holštýnsko-Sonderbursko-Augustenburská (německy Caroline Amalie von Schleswig-Holstein-Sonderburg-Augustenburg, dánsky Caroline Amalie) (28. června 1796 Kodaň – 9. března 1881 tamtéž) byla v letech 1839–1848 jako manželka dánského krále Kristiána VIII. dánskou královnou.

## Biografie
Narodila se jako nejstarší potomel vévody Frederika Kristiána II. Šlesvicko-Holštýnsko-Sonderborsko-Augustenburského (1765–1814) a Luisy Augusty Dánské (1771–1843). Její matka byla nemanželskou dcerou Karoliny Matyldy Hannoverské a Johanna Friedricha Struenseeho.

Měla dva mladší bratry, Kristiána Augusta a Frederika. Vyrůstala v kodaňském paláci Dehn, kde si vytvořila blízký vztah se svým strýcem Frederikem VI. a jeho manželkou Marií Hesensko-Kasselskou.

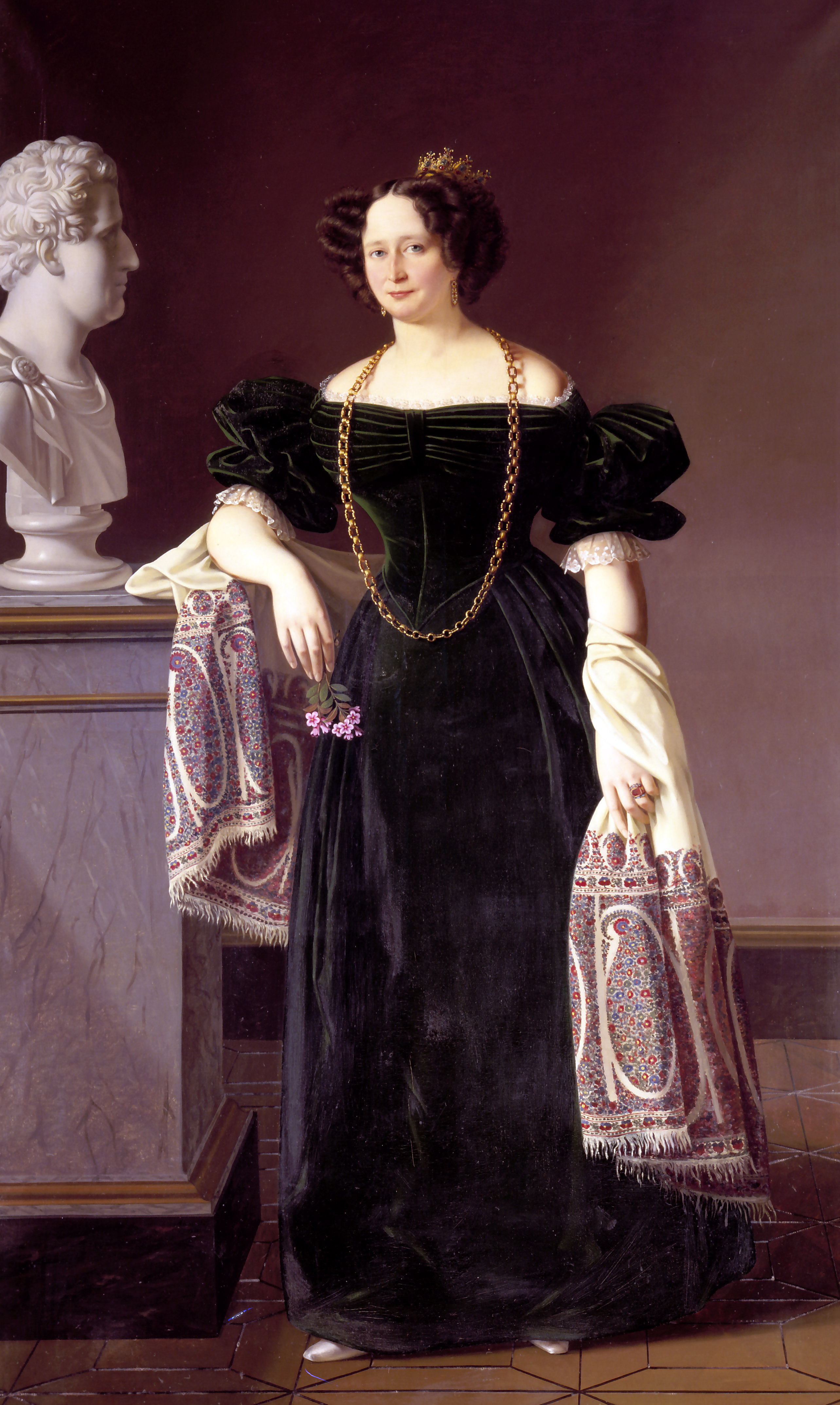
Karolina Amálie v roce 1830, autor portrétu Louis Aumont

### Dánská princezna
V prosinci roku 1814 se zasnoubila s dánským korunním princem Kristiánem, který se čtyři roky předtím rozvedl se svou první manželkou Šarlotou Frederikou Meklenbursko-Zvěřínskou a právě se vrátil z Norska poté, co abdikoval z trůnu této země. Sňatek byl uzavřen v květnu roku 1815.
V letech 1816–1817 manželé žili v Odense, hlavním městě ostrova Fyn, neboť Kristián byl jmenován guvernérem tohoto největšího dánského ostrova. V letech 1819–1822 spolu uskutečnili dlouhou cestu po Evropě. Po návratu Karolina Amálie žila většinu času v Kodani, léta však trávila v zámku Sogenfri, v jednom ze svých nejoblíbenějších míst.
Zatímco její manžel se zajímal o vědy, Karolina Amálie vynikala jako hudební skladatelka, jež zkomponovala mnoho skladeb pro klavír.

### Dánská královna
Po smrti Kristiánova bratrance, krále Frederika VI. v roce 1839 se Kristián s Karolinou Amálií stali dánským královským párem.
Královna participovala na četných aktivitách humanitárního charakteru, především zakládání a provozu sirotčinců. V roce 1829 založila sirotčinec v Kodani, který byl v roce 1849 rozšířen o školu. Zajímala se i o náboženské otázky a byla stoupenkyní a ochránkyní grundtvigianismu, církevního nacionalistického hnutí v Dánsku.
Karolina Amálie ovdověla 20. ledna 1848; její manželství s Kristiánem zůstalo bez potomků. Zemřela v paláci Amalienborg v Kodani 9. března 1881. V závěti odkázala 300.000 korun svému sirotčinci. Byla pochována po boku svého manžela v katedrále v Roskilde, místě posledního odpočinku dánských králů.

### Vztah k Čechám - Karolinenberg u Lochkova
Její vychovatelkou a celoživotní přítelkyní byla Louise Delolme, neteře Ferdinanda Delorme, která u svého strýce v Praze žila v letech 1808-1811. Louise se tehdy sblížila se svou sestřenicí Nanny, která se provdala za statkáře Brzoráda v Lochkově u Prahy. Celý život si dopisovaly, a když roku 1838 Louise u sestřenice na Lochkově pobývala, zastavila se zde na návštěvu i princezna Karoline. Na její počest a z jejího popudu byl vrch nad údolím Lochkovského potoka, kde princeznu okouzlil krásný rozhled, nazván Karolineberg, dnes Na Karlíně. Zároveň byla u příležitosti této návštěvy v Praze otevřena první dětská opatrovna (die erste Kinderbewahranstalt) a to podle kodaňského vzoru.